# Casa al carrer Dolors Gomis, 7 (Agullana)
La Casa al carrer Dolors Gomis, 7 és una obra d'Agullana (Alt Empordà) inclosa a l'Inventari del Patrimoni Arquitectònic de Catalunya.

## Descripció
Edifici del segle XVIIII situat en una cantonada, de planta rectangular, amb planta baixa i dos pisos i coberta a una sola vessant. Aquesta casa ha estat restaurada recentment i amb aquesta restauració s'ha arrebossat la façana, fet que no permet veure el parament original, i només les cantonades i les obertures s'han mantingut carreuades. L'element més destacat d'aquest edifici és la llinda de la porta d'entrada, per la seva forma arrodonida i per la inscripció amb la data 1737 inscrita en un cercle amb una creu a la part superior. Aquesta llinda no és l'única amb una data, ja que la de la finestra del primer pis té la data 1786 inscrita.